# Без образ (фільм)
«Без образ» (англ. No Hard Feelings) — американський комедійний фільм режисера україно-єврейського походження Гени Ступницького. У головних ролях знялися Дженніфер Лоуренс та Ендрю Барт Фельдман. Прем'єра в кінотеатрах США відбулася 23 червня 2023 року.

## Сюжет
32-річна Медді Баркер працює водійкою Uber та барменом у Монтоку, штат Нью-Йорк, проте героїні загрожує банкрутство, оскільки в неї немає можливості сплатити податок на майно, яке вона успадкувала від матері. Щоб не втратити будинок, вона погоджується на незвичайну публікацію в Craigslist, у якій її нові роботодавці це пара батьків, які просять її «зустрічатися» з їхнім 19-річним сином Персі в обмін на Buick Regal. У Персі не було досвіду спілкування з дівчатами, випивки, вечірок чи сексу, і його батьки сподіваються підвищити його впевненість перед тим, як він восени вступить до Принстонського університету.
Медді намагається спокусити Персі в притулку для тварин, де він волонтерить. Медді пропонує Персі підвезти його додому, але він помилково думає, що вона намагається викрасти його, і прискає їй в обличчя газовим балончиком. Незважаючи на це, вони домовляються піти на побачення наступного дня. Наступного вечора Медді та Персі зустрічаються в барі, а потім голяка купаються в океані. Поки вони знаходяться у воді, їхній одяг викрадає група підлітків. Медді бореться з ними, лякаючи Персі, який вимагає відвезти його додому. Медді намагається піти без нього, і голим кидається на її машину, вони випереджають поліцію. Медді та Персі намагаються зайнятися сексом, але через хвилювання у Персі з'являється висип, тому Медді мажить його спину кремом.
Медді та Персі продовжують зустрічатися, розповідаючи більше один про одного та зав'язуючи дружбу. Обидва кажуть, що ніколи не були на випускному, тож імітують випускний вечір і йдуть на шикарну вечерю. Там Персі зустрічає шкільну знайому, який запрошує його на вечірку. Після того, як у Персі та Медді виникають розбіжності щодо їхніх довгострокових планів, він йде на вечірку, а Медді шукає його, знаходячи після того, як він прийняв ібупрофен з алкоголем. Персі зізнається Медді в коханні.
Персі ненавмисно дізнається про угоду Медді з його батьками. Запросивши її на вечерю зі своїми батьками, він врізає її Buick у дерево, їм не вдається зайнятися сексом, а потім він розриває їхні стосунки. Медді забирає пошкоджену машину і використовує її, щоб розрахуватися з боргами, а потім вирішує продати будинок своїм друзям, Джиму та Сарі, і переїхати до Каліфорнії. Вона знову зустрічається з Персі в Прінстонському міксері, де вони обіцяють залишитися друзями.
Пізніше Медді відвозить Персі до Принстона, а сама їде до Каліфорнії, і розповідає, що усиновила Майло, колишнього поліцейського пса, залежного від кокаїну, який жив у притулку, у якому Персі працював волонтером.

## В ролях
- Дженніфер Лоуренс — Медді
- Ендрю Барт Фельдман — Персі
- Метью Бродерік — батько Персі
- Лаура Бенанті — мати Персі
- Наталі Моралес — подруга Медді
- Скотт Макартур — друг Медді
- Ебон Мосс-Бакрак — Гері
- Хасан Мінхаж — Даг

## Виробництво
У жовтні 2021 року стало відомо, що компанія Sony Pictures стане дистриб'ютором комедійного фільму з дорослим рейтингом R, де головну роль зіграє Дженніфер Лоуренс, а Джин Ступницький режисуватиме фільм. Автором сценарію виступив сам Ступницький у співавторстві з Джоном Філіпсом. У липні 2022 Sony анонсувала, що прем'єра фільму в кінотеатрах запланована на 16 червня 2023.
У вересні 2022 року Ендрю Барт Фельдман приєднався до акторського складу як виконавець головної чоловічої ролі, тоді як Лаура Бенанті та Меттью Бродерік були обрані на ролі його екранних батьків. У жовтні 2022 року до каста фільму також приєдналися Ебон Мосс-Бакрак, Наталі Моралес і Скотт МакАртур.
Зйомки стартували в кінці вересня 2022 і проходили в різних округах штату Нью-Йорк.

## Випуск
Початковою датою виходу фільму було 16 червня 2023, але пізніше компанія Sony перенесла його реліз на 23 червня 2023.

## Український дубляж
Студія: LeDoyen Studio.
- Режисер дубляжу: Павло Скороходько
- Перекладач: Надія Бойван
- Звукорежисер: Богдан Клименко
- Координатор проєкту: Людмила Король

Ролі дублювали:
- Дженніфер Лоуренс / Медді Баркер — Юлія Перенчук
- Ендрю Барт Фельдман / Персі Бекер — Руслан Драпалюк
- Метью Бродерік — Олег Лепенець

А також: Михайло Тишин, Марія Кокшайкіна, Роман Чорний, Анна Павленко, Юлія Шаповал, Олександр Шевчук, Петро Крилов